# Android 10

Android 10 Developer-Preview Logo

Android 10 ist die zehnte Hauptversion von Android, dem mobilen Betriebssystem, das von der Open Handset Alliance unter der Leitung von Google entwickelt wird. Sie wurde erstmals am 13. März 2019 als Entwicklervorschau veröffentlicht.
Android 10 wurde offiziell am 3. September 2019 für unterstützte Google-Pixel-Geräte sowie das Essential Phone und Redmi K20 Pro von Drittanbietern in ausgewählten Märkten veröffentlicht. Das OnePlus 7T war das erste Gerät mit vorinstalliertem Android 10. Im Oktober 2019 wurde berichtet, dass die Zertifizierungsanforderungen von Google für Google Mobile Services die Genehmigung von Android-10-basierten Builds erst nach dem 31. Januar 2020 zulassen.